# Architaenioglossa
Die Architaenioglossa sind eine Gruppe von nichtmarinen Schnecken, die wohl die Schwestergruppe der Sorbeoconcha sind und mit diesen in einem übergeordneten Taxon Caenogastropoda vereinigt werden. Die Monophylie ist noch nicht ganz gesichert.

## Charakterisierung
Die frühere Begründung des Taxons mittels der „architaenioglossen“ Radula, einer Radula mit 3 oder mehr Marginalzähnen, kann nicht aufrechterhalten werden, da das Merkmal plesiomorph ist. Dafür listen Ponder und Lindberg 1997 vier andere, mutmaßlich apomorphe Merkmale auf (im Bereich des Buccalapparats, in den Mitochondrien, dem Nervensystem und in der Größe des Osphradiums). Sie räumen jedoch ein, dass die Monophylie nicht besonders gut begründet ist und die Gruppe paraphyletisch sein könnte. Die Gruppe umfasst bisher nur an Land und im Süßwasser lebende Formen (die systematische Stellung einer marinen Art, die zu den Architaenioglossa gestellt wurde, ist noch nicht abschließend geklärt).

## Systematik
Die Architaenioglossa wurden von Ponder und Lindberg 1997 als die Schwestergruppe der Sorbeoconcha begründet und mit dieser in einem übergeordneten Taxon Caenogastropoda vereinigt. Ponder und Lindberg 1997 wie auch Bouchet und Rocroi 2005 bestimmten keinen Rang im linneisch-hierarchischen Sinn, sondern bezeichneten die Gruppe als „clade“, also Ast im phylogenetischen System der Schnecken. Der Gruppe wurde vom Systema Naturae 2000 Ordnungsrang zugewiesen. Bouchet & Rocroi (2005) listen folgende Familien und Überfamilien innerhalb der Ordnung Architaenioglossa:
- Überordnung Caenogastropoda Cox, 1960
  - Ordnung Sorbeoconcha Ponder & Lindberg, 1997
  - Ordnung Architaenioglossa Haller, 1892
    - Überfamilie Ampullarioidea Gray, 1824
      - Familie Apfelschnecken (Ampullariidae Gray, 1824)
      - Familie †Naricopsinidae Gründel, 2001

    - Überfamilie Cyclophoroidea Gray, 1847
      - Familie Cyclophoridae Gray, 1847
      - Familie Mulmnadeln (Aciculidae Gray, 1847)
      - Familie Craspedopomatidae Kobelt & Möllendorff, 1898
      - Familie Diplommatinidae Pfeffer, 1857
      - Familie †Ferussinidae Wenz, 1923 (= Strophostomatidae Wenz, 1916)
      - Familie Maizaniidae Tielecke, 1940
      - Familie Megalomastomatidae Blanford, 1864
      - Familie Neocyclotidae Kobelt & Möllendorff, 1897
      - Familie Pupinidae Pfeffer, 1853

    - Überfamilie Viviparoidea Gray, 1847
      - Familie Sumpfdeckelschnecken (Viviparidae Gray, 1847)
      - Familie †Pliopholygidae Golikov & Starobogatov, 1975